# Natalia Velez
Natalia Velez (Guayaquil, Equador, 8 de agosto de 1985) é uma modelo colombiana.

## Carreira
Natalia Velez nasceu em guayaquil no Equador, mas se mudou para a Colômbia com seus pais, quando ela tinha apenas 8 meses de idade.Decidiu iniciar a carreira de modelo aos 13 anos de idade, desde então já fez campanhas publicitárias para marcas famosas como Avon, Americanino, Besame, Coca-Cola, Go Daddy, Pantene, Pepsi e Samsung e também apareceu em um anúncio para o Super Bowl 2012. Natalia Velez foi destaque no Hot Clicks Senhora bonita do Dia da Sports Illustrated, e devido à demanda leitor esmagadora, Sports Illustrated foi forçado a adicionar mais fotos dela.
Suas medidas são 32-23-35. Embora muito curto para modelagem na pista tradicional, ela encontrou um nicho com lingerie e maiô sessões fotográficas. Natalia Velez é uma das modelos mais sensuais latino redor e digno de ser chamado o Daily Borracho em Correndo Rant do Lobo para dia 8 de Abril de 2012.

## Vida pessoal
Natalia gosta de fazer muitas coisas diferentes em termos de passatempos (como esqui aquático, pintando retratos para sua avó e fazer pára-quedismo e wrestling).Ela se descreve no Twitter como "engenheiro de projeto e modelo." Ela também publica tweets provérbios inspirados, por exemplo, "As pessoas raramente ter sucesso, a menos que se divertir no que eles estão fazendo", como citado por Dale Carnegie. Natalia está ativo no Twitter, respondendo principalmente em espanhol, mas, ocasionalmente, em Inglês.
Natalia disse que nunca se propôs a tornar-se um modelo, em vez disso, a modelagem perseguia. A primeira vez que ela pisou na frente de uma câmera era um favor para um amigo da família para filmar um comercial. O resto, dizem, é história. Natalia Velez é um engenheiro de produto por formação e trabalha no departamento de design ecológico em uma empresa de serviços ambientais (godaddy.com).
Natalia Velez divide seu tempo entre Medellin, Colômbia e Miami, Florida.